# 汇流河站
汇流河站是位于内蒙古自治区牙克石市汇流河农场的一个铁路车站，邮政编码22150。车站建于1942年，有牙林铁路经过该站，现办理客货运业务。车站距离牙克石14公里，隶属哈尔滨铁路局，是四等站。